# ヘルベルト・ディース
ヘルベルト・ディース（ドイツ語: Herbert Diess、1958年10月24日 - ）は、ドイツ系オーストリア人の実業家、フォルクスワーゲングループCEO。経営委員会議長及びグループ内の多数の自動車ブランドの経営委員会議長を務めている。2018年にはCEOWORLD magazine誌により世界のベストCEOに選ばれている。
技術者出身であり、ボッシュなどを経てBMWで開発担当役員を務めた。2015年7月にフォルクスワーゲンに移籍し、乗用車ブランドの最高経営責任者として、売上高営業利益率を向上させた。

## 排出ガス規制不正問題
2019年9月24日、ディースはフォルクスワーゲンの排出ガス規制不正問題について早期に公表しなかったことで株価を操縦し、株主が損害を被ったとして、ハンスディーター・ペッチュ会長とともにドイツ検察に起訴された。しかし、2020年5月19日、フォルクスワーゲンは訴訟手続きを終わらせるために990万ユーロを支払うことに合意し、検察は訴追を打ち切ることとなった。

## 脚註
1. ↑  https://www.infineon.com/dgdl/CV_Diess_englisch.pdf?fileId=5546d4614a56ecc2014a95a31c096fe3
2. ↑   Executive Profile Herbert Diess
3. ↑  “Executive Bodies - Volkswagen Group”. www.volkswagenag.com. 2020年1月1日閲覧。
4. ↑  “Best CEOs in the World 2018” 2020年1月1日閲覧。
5. ↑  “VW、ディース新社長を発表　BMW出身コストカッター”. 日本経済新聞. (2018年4月13日) 2018年4月13日閲覧。
6. ↑  “独検察がＶＷ会長、ＣＥＯら起訴－排ガス不正の公表遅らせ相場を操縦”. ブルームバーグ. (2019年9月24日)
7. ↑  “VW社長への訴追、打ち切り　排ガス不正の開示遅れ問題”. 日本経済新聞. (2020年5月20日) 2020年5月20日閲覧。